# Ваз, Иосиф
Ио́сиф Ваз (Joseph Vaz, конкани Sant Zuze Vaz, порт. São José Vaz, там. புனித யோசப் வாஸ் Punidha Yosap Vaz, синг. ශාන්ත ජුසේ වාස් මුනිතුමා, ශ්‍රී ලංකාවේ අපොස්තුළුවරයා Santha Juse Vaz Munithuma, Sri Lankawe Aposthuluvaraya; 21 апреля 1651, Банавали, Португальская Индия, колонии Португалии — 16 января 1711, Канди, Канди) — святой Римско-Католической Церкви, священник, миссионер. В Католической церкви Иосиф Ваз почитается как апостол Цейлона.

## Биография
Иосиф Ваз родился 21 апреля 1651 года в городе Банавали, Индия. Его родители Криштован Ваш и Мария де Миранда были христианами из Гоа из народа конкани. После обучения риторике и богословию в иезуитском колледже Иосиф Ваз в 1676 году был рукоположен в священника. В 1681 году его назначили работать в районе Канара (ныне — Дакшина-Каннада), где он до 1686 года занимался пастырской деятельностью в городах Мангалуру, Басрур, Баркур, Каллианпур среди местных католиков. В Мангалуре и Басруре он построил новые храмы.
Узнав о бедственном положении католиков на Цейлоне, Иосиф Ваз решил ехать туда, чтобы окормлять там местных католиков. В 1686 году он получил разрешение от епископа проповедовать на Цейлоне. Под видом нищего Иосиф Ваз добрался до острова в 1687 году. В Джаффне он встретил сопротивление со стороны голландских властей, которые запрещали католическим священникам заниматься миссионерской деятельностью. Иосиф Ваз был вынужден служить мессу в тайных условиях. В 1689 году Иосиф Ваз поселился в селении Силлалай, где было большое количество католиков. Однако через год он снова был вынужден уйти в подполье из-за преследований голландских властей. В 1692 году он поселился в городе Канди, столице независимого цейлонского государства. Через некоторое время его посчитали за португальского шпиона и заключили в тюрьму, где он содержался в камере с другими двумя католиками. Иосифу Вазу удалось бежать из тюрьмы в джунгли, где он построил себе небольшую часовню, в которой он жил и молился.
В 1696 году в Канди случилась засуха и правитель Канди призвал монахов-буддистов молиться о дожде. Иосиф Ваз тоже присоединился к молитве о дожде, воздвигнув алтарь с крестом в центре площади. Сразу после его молитвы пошел проливной дождь, который совершенно не смочил алтарь, построенный Иосифом Вазом. После этого события правитель Канди разрешил Иосифу Вазу беспрепятственно проповедовать христианство по всей стране. Из Канди Иосиф Канди несколько раз посещал районы, контролируемые голландцами.
В 1697 году епископ Педру Пашеку Кошин назначил Иосифа Ваза генеральным викарием всего Цейлона. Иосиф Ваз стал организовывать новые католические миссии по всему острову. В 1699 году он вернулся в Канди, где приступил к строительству нового католического храма. Когда на Цейлон в 1705 году прибыли новые европейские миссионеры, Иосиф Ваз вместе с ними организовал восемь новых церковных миссий.
В 1707 году умер покровитель Иосифа Ваза правитель Канди Вималдхарма Сурья II. Наследник короля также поддерживал деятельность Иосифа Ваза. В конце 1710 года Иосиф Ваз отправился в пастырскую поездку, в которой он подхватил инфекцию и через несколько дней умер 16 января 1711 года.

## Прославление
21 января 1995 года беатифицирован папой Иоанном Павлом II во время его посещения Коломбо. 14 января 2015 года канонизирован папой Франциском в ходе его визита в Шри-Ланку.